# Knut Knutsen

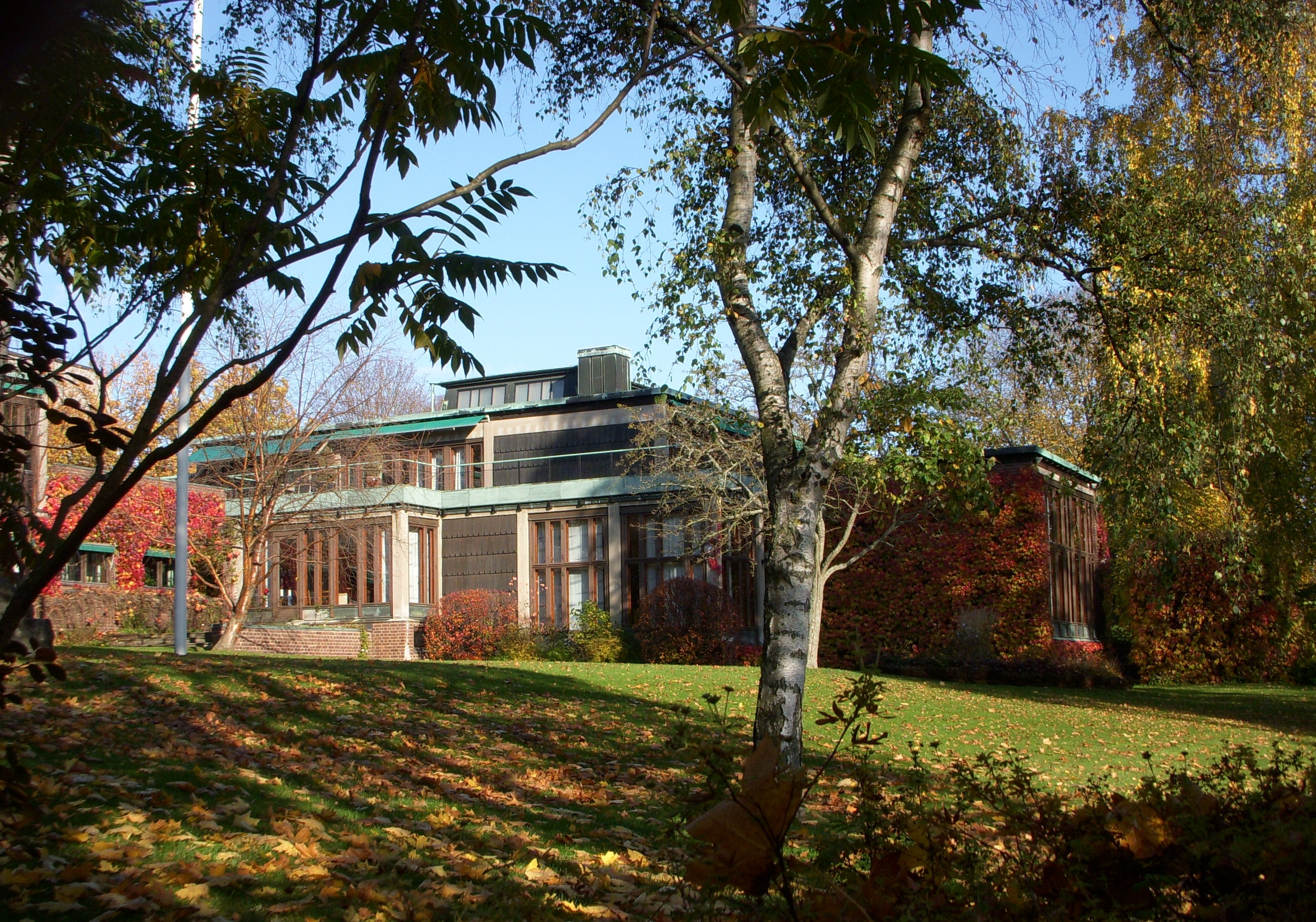
Norges ambassad i Stockholm. Byggnaden färdigställdes 1952.

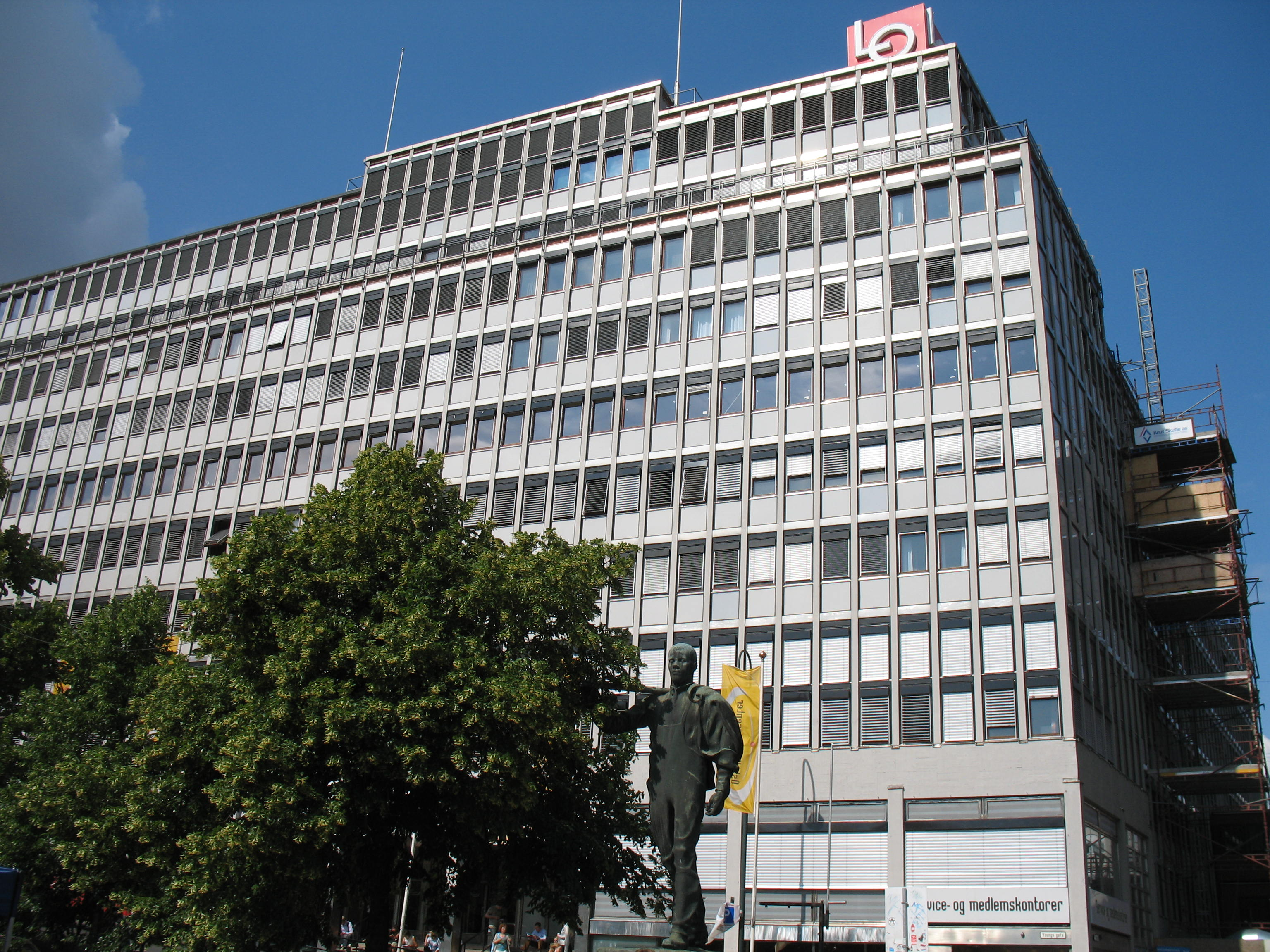
Folkets hus i Oslo, färdigställt 1962.

Knut Knutsen, född 4 december 1903 i Kristiania (Oslo), död 9 juli 1969 i Portør, Kragerø, var en norsk arkitekt.
Efter sin utbildning på Statens håndverks- og kunstindustriskole i Oslo mellan 1925 och 1930 fick Knut Knutsen anställning hos olika arkitekter. År 1934 blev han lärare i form vid Statens håndverks- og kunstindustriskole och 1936 startade han sin egen arkitektverksamhet. Han var fascinerad av funktionalismen med aldrig “fångad” av den. 1966 blev han professor vid Statens Arkitektskole i Oslo (numera Arkitektur- og designhøgskolen i Oslo).
Han opponerade sig envist mot den moderna arkitekturen. I en skrift från 1961 “Menneske i sentrum” (Människan i centrum) var han en bland de första som tog upp sammanhanget mellan bebyggelsen, tomten, landskapet, återanvändning och natur i vidare bemärkelse samt återanvändning och “bärkraft”  (samverkan mellan samhälle, miljö och ekonomi). I tre praktiska exempel har han förverkligat sina idéer: I sitt eget sommarhus i Portør (1949), Bergendahls sommarhus på Tjøme (1960) och Thorkelsens sommarhus i Portør (1961). Dessa tre byggnader har alla gemensamt användningen av naturmaterial, samklang mellan tomten och naturen samt avsaknaden av romantiserande eller nationella stilelement. I ambassadbyggnaden för Norge i Diplomatstaden i Stockholm från 1948 (invigd 1952) använder han naturmaterial som rött tegel, kraftigt spån och kopparplåt i fasaderna. Här har han även brutit ner det stora kontorshuset i flera mindre volymer, så att det inte verkar vara större än en villa från entrésidan, ett stilgrepp som han har kritiserats för i andra sammanhang.
Knut Knutsen hade många stora uppdrag, som Folkets hus i Oslo, men det var huvudsakligen i hans mindre arbeten som hans arkitektur kom till sin rätt.
Han fick norska Treprisen(no) 1961.